# Blektjärnen (Brunflo socken, Jämtland)
Blektjärnen är en sjö i Östersunds kommun i Jämtland och ingår i Indalsälvens huvudavrinningsområde.